# Liste des équipes continentales en 2018
Cet article liste les équipes continentales en 2018.

## Liste des équipes

### Équipes africaines
| Équipes continentales africaines          | Équipes continentales africaines | Équipes continentales africaines |
| Nom de l'équipe                           | Pays                             | Code                             |
| ----------------------------------------- | -------------------------------- | -------------------------------- |
| Sovac-Natura4Ever                         | Algérie                          | SNE                              |
| Groupement sportif des pétroliers Algérie | Algérie                          | GSP                              |

### Équipes américaines
| Équipes continentales américaines            | Équipes continentales américaines | Équipes continentales américaines |
| Nom de l'équipe                              | Pays                              | Code                              |
| -------------------------------------------- | --------------------------------- | --------------------------------- |
| Asociación Civil Mardan                      | Argentine                         | ACM                               |
| Asociación Civil Agrupación Virgen de Fátima | Argentine                         | AVF                               |
| Municipalidad de Pocito                      | Argentine                         | EMP                               |
| Municipalidad de Rawson                      | Argentine                         | MDR                               |
| Sindicato de Empleados Públicos de San Juan  | Argentine                         | SEP                               |
| Start-Gusto                                  | Bolivie                           | STF                               |
| H&R Block                                    | Canada                            | HRB                               |
| Probaclac/Devinci                            | Canada                            | PCD                               |
| Silber                                       | Canada                            | SPC                               |
| Bicicletas Strongman-Colombia Coldeportes    | Colombie                          | BSM                               |
| Coldeportes-Zenú-Sello Rojo                  | Colombie                          | CZS                               |
| EPM                                          | Colombie                          | EPM                               |
| Orgullo Paisa                                | Colombie                          | EOP                               |
| GW Shimano                                   | Colombie                          | GWS                               |
| Medellín                                     | Colombie                          | MED                               |
| 303Project (en)                              | États-Unis                        | 3O3                               |
| Aevolo                                       | États-Unis                        | AEV                               |
| CCB Foundation-Sicleri                       | États-Unis                        | CCB                               |
| Cyclus Sports (en)                           | États-Unis                        | CSS                               |
| Elevate-KHS                                  | États-Unis                        | ELV                               |
| Illuminate                                   | États-Unis                        | ILU                               |
| Jelly Belly-Maxxis                           | États-Unis                        | JBC                               |
| Canel's-Specialized                          | Mexique                           | CAS                               |
| Vivo Grupo Oresy (en)                        | Paraguay                          | VIV                               |
| Inteja-Dominican                             | République dominicaine            | DCT                               |
| Ecuador                                      | Équateur                          | ECU                               |

### Équipes asiatiques
| Équipes continentales asiatiques    | Équipes continentales asiatiques | Équipes continentales asiatiques |
| Nom de l'équipe                     | Pays                             | Code                             |
| ----------------------------------- | -------------------------------- | -------------------------------- |
| VIB Sports                          | Bahreïn                          | VIB                              |
| Beijing XDS-Innova                  | Chine                            | XDS                              |
| China Continental of Gansu Bank     | Chine                            | GCB                              |
| Giant                               | Chine                            | MSS                              |
| Hainan Jilun                        | Chine                            | JLC                              |
| Hengxiang                           | Chine                            | HEN                              |
| Mitchelton-BikeExchange             | Chine                            | MBE                              |
| Ningxia Sports Lottery-Livall       | Chine                            | NLC                              |
| Qinghai Tianyoude                   | Chine                            | TYD                              |
| Yunnan Taishan Pardus (en)          | Chine                            | YUN                              |
| HKSI                                | Hong Kong                        | HKS                              |
| Advan Customs (en)                  | Indonésie                        | ACC                              |
| KFC                                 | Indonésie                        | KFC                              |
| PGN                                 | Indonésie                        | PGN                              |
| China Chongming-Liv                 | Corée du Sud                     | GPC                              |
| Geumsan Insam Cello                 | Corée du Sud                     | GIC                              |
| Korail                              | Corée du Sud                     | KCT                              |
| KSPO-Bianchi Asia                   | Corée du Sud                     | KSP                              |
| LX                                  | Corée du Sud                     | LXC                              |
| Seoul                               | Corée du Sud                     | SCT                              |
| Uijeongbu                           | Corée du Sud                     | UCT                              |
| Sharjah                             | Émirats arabes unis              | SHJ                              |
| DFT                                 | Iran                             | DFT                              |
| Gun Ay Tabriz                       | Iran                             | GTT                              |
| Mes Kerman                          | Iran                             | MES                              |
| Omidnia Mashhad                     | Iran                             | OMT                              |
| Pishgaman                           | Iran                             | PKY                              |
| Tabriz Shahrdari                    | Iran                             | TST                              |
| Aisan Racing                        | Japon                            | AIS                              |
| Bridgestone                         | Japon                            | BGT                              |
| Interpro Stradalli                  | Japon                            | IPC                              |
| Kinan                               | Japon                            | KIN                              |
| Matrix Powertag                     | Japon                            | MTR                              |
| Nasu Blasen                         | Japon                            | NAS                              |
| Shimano Racing                      | Japon                            | SMN                              |
| Ukyo                                | Japon                            | UKO                              |
| Utsunomiya Blitzen                  | Japon                            | BLZ                              |
| Apple                               | Kazakhstan                       | APL                              |
| Astana City                         | Kazakhstan                       | TSE                              |
| Vino-Astana Motors                  | Kazakhstan                       | VAM                              |
| Massi-Kuwait                        | Koweït                           | KWT                              |
| Nex CCN                             | Laos                             | CCN                              |
| Forca Amskins Racing                | Malaisie                         | FAR                              |
| Sapura                              | Malaisie                         | TSC                              |
| Terengganu                          | Malaisie                         | TSG                              |
| 7 Eleven-Cliqq Roadbike Philippines | Philippines                      | 7RP                              |
| RTS Racing                          | Taipei chinois                   | RTS                              |
| Thailand Continental                | Thaïlande                        | TCC                              |
| Tachkent                            | Ouzbékistan                      | TAS                              |
| Project Nice Côte d'Azur            | Mongolie                         | NCA                              |

### Équipes européennes
| Équipes continentales européennes | Équipes continentales européennes | Équipes continentales européennes |
| Nom de l'équipe                   | Pays                              | Code                              |
| --------------------------------- | --------------------------------- | --------------------------------- |
| Amore & Vita-Prodir               | Albanie                           | AMO                               |
| Bike Aid                          | Allemagne                         | BAI                               |
| Heizomat-Rad-net                  | Allemagne                         | HRN                               |
| Dauner D&DQ-Akkon                 | Allemagne                         | TDA                               |
| LKT Brandenburg                   | Allemagne                         | LKT                               |
| Lotto-Kern-Haus                   | Allemagne                         | LKH                               |
| Sauerland NRW                     | Allemagne                         | SVL                               |
| Sunweb Development                | Allemagne                         | DSU                               |
| My Bike-Stevens                   | Autriche                          | MBS                               |
| Felbermayr Simplon Wels           | Autriche                          | RSW                               |
| Hrinkow Advarics Cycleang         | Autriche                          | HAC                               |
| Tirol                             | Autriche                          | TIR                               |
| Vorarlberg-Santic                 | Autriche                          | VOL                               |
| WSA-Pushbikers                    | Autriche                          | WSA                               |
| Synergy Baku Project              | Azerbaïdjan                       | BCP                               |
| AGO-Aqua Service                  | Belgique                          | AAS                               |
| Cibel-Cebon                       | Belgique                          | CIB                               |
| Corendon-Circus                   | Belgique                          | COC                               |
| ERA                               | Belgique                          | ERA                               |
| Marlux-Bingoal                    | Belgique                          | MAB                               |
| Pauwels Sauzen-Vastgoedservice    | Belgique                          | PSV                               |
| T.Palm-Pôle Continental Wallon    | Belgique                          | PCW                               |
| Tarteletto-Isorex                 | Belgique                          | TIS                               |
| Telenet-Fidea Lions               | Belgique                          | TFL                               |
| Minsk CC                          | Biélorussie                       | MCC                               |
| Trevigiani Phonix–Hemus 1896      | Bulgarie                          | TRE                               |
| Meridiana Kamen                   | Croatie                           | MKT                               |
| BHS-Almeborg Bornholm             | Danemark                          | ABB                               |
| ColoQuick                         | Danemark                          | TCQ                               |
| Riwal CeramicSpeed                | Danemark                          | RIW                               |
| Virtu Cycling                     | Danemark                          | TVC                               |
| Polartec-Kometa                   | Espagne                           | PLK                               |
| Fundación Euskadi                 | Espagne                           | EUK                               |
| Saint Michel-Auber 93             | France                            | AUB                               |
| Roubaix Lille Métropole           | France                            | RLM                               |
| Kőbánya                           | Hongrie                           | KBN                               |
| Pannon                            | Hongrie                           | PNN                               |
| Holdsworth                        | Irlande                           | HOL                               |
| D'Amico-Utensilnord               | Italie                            | AZT                               |
| Biesse Carrera Gavardo            | Italie                            | BIC                               |
| Sangemini-MG.Kvis-Vega            | Italie                            | SMV                               |
| Dimension Data for Qhubeka        | Italie                            | DDC                               |
| Staki-Technorama                  | Lituanie                          | STC                               |
| Differdange-Losch                 | Luxembourg                        | CCD                               |
| Leopard                           | Luxembourg                        | LPC                               |
| Coop                              | Norvège                           | TCO                               |
| Joker Icopal                      | Norvège                           | TJI                               |
| Uno-X Norwegian Development Team  | Norvège                           | UXT                               |
| Alecto                            | Pays-Bas                          | ALE                               |
| BEAT                              | Pays-Bas                          | BRT                               |
| Delta Cycling Rotterdam           | Pays-Bas                          | DCR                               |
| Destil-Parkhotel Valkenburg       | Pays-Bas                          | DES                               |
| Metec-TKH                         | Pays-Bas                          | MET                               |
| Monkey Town Continental           | Pays-Bas                          | MCT                               |
| SEG Racing Academy                | Pays-Bas                          | SEG                               |
| Vlasman                           | Pays-Bas                          | VLA                               |
| Hurom                             | Pologne                           | THU                               |
| Voster Uniwheels                  | Pologne                           | VOS                               |
| Wibatech Merx 7R                  | Pologne                           | WIB                               |
| Aviludo-Louletano-Uli             | Portugal                          | ALU                               |
| Efapel                            | Portugal                          | EFP                               |
| LA Aluminios                      | Portugal                          | LAA                               |
| Liberty Seguros-Carglass          | Portugal                          | LSC                               |
| Miranda-Mortágua                  | Portugal                          | MIR                               |
| Rádio Popular-Boavista            | Portugal                          | RPB                               |
| Sporting-Tavira                   | Portugal                          | STA                               |
| Vito-Feirense-BlackJack           | Portugal                          | VFB                               |
| W52-FC Porto                      | Portugal                          | W52                               |
| AC Sparta Praha                   | Tchéquie                          | ASP                               |
| Elkov-Author                      | Tchéquie                          | ELA                               |
| Pardus-Tufo Prostějov             | Tchéquie                          | PAR                               |
| Dukla Praha                       | Tchéquie                          | TDP                               |
| MsTina-Focus                      | Roumanie                          | TCT                               |
| Novak                             | Roumanie                          | TNV                               |
| Canyon Eisberg                    | Royaume-Uni                       | BIK                               |
| JLT Condor                        | Royaume-Uni                       | JLT                               |
| Madison Genesis                   | Royaume-Uni                       | MGT                               |
| ONE                               | Royaume-Uni                       | ONE                               |
| Vitus                             | Royaume-Uni                       | VIT                               |
| Wiggins                           | Royaume-Uni                       | WGN                               |
| Lokosphinx                        | Russie                            | LOK                               |
| Dare Gaviota                      | Serbie                            | DGV                               |
| Java Partizan                     | Serbie                            | JVP                               |
| Dukla Banská Bystrica             | Slovaquie                         | DKB                               |
| Adria Mobil                       | Slovénie                          | ADR                               |
| Ljubljana Gusto Xaurum            | Slovénie                          | LJU                               |
| Akros-Renfer SA                   | Suisse                            | AKR                               |
| Torku Şekerspor                   | Turquie                           | TRK                               |
| Lviv                              | Ukraine                           | LCT                               |

### Équipes océaniennes
| Équipes continentales océaniennes         | Équipes continentales océaniennes | Équipes continentales océaniennes |
| Nom de l'équipe                           | Pays                              | Code                              |
| ----------------------------------------- | --------------------------------- | --------------------------------- |
| Drapac-EF Cannondale Holistic Development | Australie                         | DEC                               |
| Brisbane Continental                      | Australie                         | BCT                               |
| Bennelong-SwissWellness                   | Australie                         | BSC                               |
| St George Continental                     | Australie                         | STG                               |
| ACA-Ride Sunshine Coast                   | Australie                         | ACA                               |
| Mobius-BridgeLane                         | Australie                         | MBL                               |
| Oliver's Real Food Racing                 | Australie                         | OLI                               |
| McDonalds Down Under                      | Australie                         | TMD                               |